# Bataillon Donbass
Le bataillon Donbass (en ukrainien : Батальйон Донбас) est une formation paramilitaire composée de volontaires ukrainiens fondée en avril 2014 en réaction au soulèvement prorusse du printemps dans l'Est du pays. Il est basé à Dnipro. Ce bataillon est dépendant du ministère de la défense ukrainien et du commando spécial « Donbass » de la garde nationale d'Ukraine.

## Historique

### Création

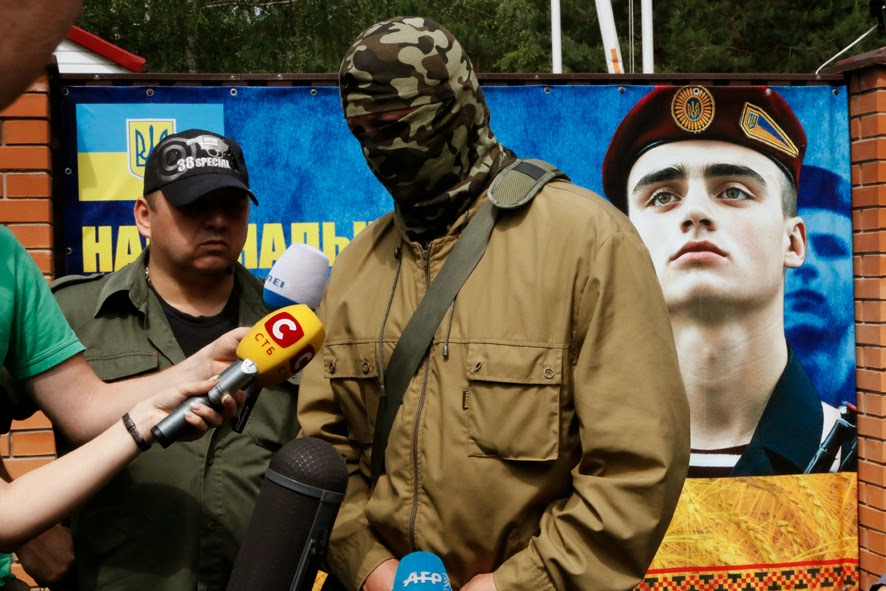
Le commandant Semiontchenko donnant une interview, le 2 juin 2014.

Ce bataillon est formé par l'état-major ukrainien dans le cadre de l'« opération antiterroriste » lancée par le président par intérim Oleksandr Tourtchynov à partir du 7 avril 2014 contre les séparatistes prorusses.
Le 29 mai 2014, le commandant du bataillon accepte la proposition du ministre de l'Intérieur Arsen Avakov de nommer le bataillon en « bataillon Donbass » et de le fusionner avec le bataillon spécial du même nom de la garde nationale d'Ukraine. Leur mission est de monter des opérations de contre-diversion, de renseignement, d'assauts contre les insurgés ukrainiens prorusses du Donbass, et de fermer la frontière avec la Russie. Ses hommes semblent être au nombre de 460. À partir de juin 2014, le bataillon s'entraîne également dans une caserne des environs de Kiev[réf. souhaitée].

### Commandement
Il est commandé par Semion Semiontchenko, nom d'emprunt d'un ancien lieutenant-capitaine de la marine militaire ukrainienne, ayant pris sa retraite de l'armée quinze ans plus tôt pour devenir propriétaire d'un magasin de location de vidéos. Ethniquement russe, né à Donetsk, il ne se présente jamais à visage découvert, le visage toujours masqué. Il a fait partie du service d'ordre de l'Euromaïdan à Kiev. Il reçoit au début le soutien du gouverneur ukraino-israélien de l'oblast de Dniepropetrovsk, Ihor Kolomoïsky, qui met à sa disposition un camp de pionniers pour l'entraînement de ses troupes de volontaires et des moyens financiers.

### Combattants étrangers
Le bataillon accueille de 2014 à 2015 des combattants étrangers en son sein, dont Mark Paslavsky, un Américain de 55 ans, officier américain diplômé de West Point et chef de guerre dans le bataillon Donbass qui combat les prorusses. Il est abattu près de Donetsk, le 20 août 2014,

### Actions
Le 15 mai 2014, le bataillon participe à un raid à Velyka Novossilka, bourgade de plus de six mille habitants du sud de l'oblast de Donetsk afin de reprendre le siège de l'administration locale et de hisser le drapeau ukrainien qui avait été ôté un mois plus tôt. Le 21 mai, Semiontchenko annonce un ultimatum de vingt-quatre heures contre les insurgés s'étant rangés du côté de la république populaire de Donetsk. Puis, il affirme que le raïon de Volodarske (une dizaine de villages et une trentaine de hameaux au sud de l'oblast de Donetsk) est repris par son bataillon.
Le 23 mai 2014, le bataillon tombe dans une embuscade du régiment Vostok au village de Karlivka situé au milieu de l'oblast. Le combat dure pendant quatre heures et aboutit à la mort de cinq hommes du côté du bataillon Donbass et à vingt blessés, ainsi qu'à quelques membres faits prisonniers. Plus tard, il est fait état de la mort de onze hommes.
Le 4 juin 2014, le bataillon participe à une rencontre à Izioum sous l'égide du ministère de la défense, avec le bataillon Azov, afin de coordonner ses actions futures dans le cadre de l'opération qualifiée d'« antiterroriste » par le gouvernement central de Kiev. Tourtchinov et Arsen Avakov participent également à la rencontre. Des engins blindés de l'usine Malychev de Kharkiv sont mis à disposition. Semiontchenko déclare qu'avec ces engins « Dozor », il est en mesure de reprendre Donetsk.
Le bataillon Donbass a fait l'objet d'articles élogieux de journalistes étrangers venus le visiter, dont des journalistes néerlandais, danois et des journalistes des agences Reuters et Associated Press.
Le 24 décembre 2014, Amnesty International rapporte que des unités bloquent l'aide humanitaire destinée aux populations des zones contrôlées par les séparatistes. Selon Amnesty International, les bataillons Aidar, Donbass et Dnipro-1 ont bloqué le convoi d'aide humanitaire parce qu'ils « croyaient que la nourriture et les vêtements allaient finalement tomber entre de mauvaises mains et qu'ils seraient vendus au lieu d'être donnés ». Denis Krivosheev, le directeur d'Amnesty International en Europe et Asie Centrale souligne qu'utiliser la faim contre les populations civiles est un crime de guerre.
Le bataillon fait partie des forces armées qui reprennent la ville de Marioupol, le 13 juin 2014, avec le bataillon Azov.

### Après 2015
Depuis l'apaisement des combats et l'intégration du bataillon dans les structures régulières une partie de ses anciens membre est reconvertie dans la sécurité privée et sert notamment les intérêts de l'oligarque Ihor Kolomoïsky.

### Invasion de l'Ukraine par la Russie en 2022
L'unité est engagée lors de l'invasion de l'Ukraine par la Russie en 2022.